# Franz Christoph Büscher
Franz Büscher (* 22. September 1848 in Westönnen; † 13. Februar 1928 in Essen-Rüttenscheid; vollständiger Name: Franz Christoph Büscher gen. Schlep) war ein deutscher Jurist und Richter im preußischen Staatsdienst.

## Leben
Büscher war Sohn eines Landwirts und besuchte das Gymnasium Theodorianum in Paderborn. Anschließend studierte er Rechtswissenschaft an der Rheinischen Friedrich-Wilhelms-Universität Bonn und promovierte dort 1870 zum Dr. jur. Ab dem 1. Februar 1877 war er Kreisrichter am Kreisgericht in Essen, im Zuge der Justizreformen des Gerichtsverfassungsgesetzes lautete die Amtsbezeichnung ab 1879 Amtsrichter. Im Jahr 1880 gehörte Büscher zu den Gründern des Historischen Vereins für Stadt und Stift Essen. Ab dem 1. Mai 1883 war er als Landrichter beim Landgericht Duisburg tätig. Am 1. Juli 1894 wurde er Landgerichtsdirektor beim Landgericht Münster, 1899 Landgerichtspräsident beim Landgericht Essen. 1920 – drei Jahre vor der Einführung der gesetzlichen Altersgrenze – wurde er nach 50 Dienstjahren im Alter von 72 Jahren in den Ruhestand versetzt.

## Ehrungen
- Am 28. Dezember 1907 wurde er zum Geheimen Oberjustizrat ernannt.
- In Essen ist die Büscherstraße nach ihm benannt.